# Juan Levy
Juan Levy (* 15. Juni 1932 in Duisburg; † 20. Juni 2025) war ein deutscher Pianist, Dirigent und Musikschriftsteller.

## Leben und Wirken
Juan Levy war Sohn jüdischer Eltern. Sein Vater, Erich Levy, Direktor der Warenhäuser Tietz, entschloss sich 1935, nach Guatemala auszuwandern, um seine Familie vor dem drohenden Nationalsozialismus in Sicherheit zu bringen.
Juan Levy spielte ab seinem 5. Lebensjahr Klavier. Nach seiner Schulzeit in Guatemala absolvierte er ein Musikstudium am Oberlin Conservatory of Music, USA. Mit dem Bachelor of Music und einem Konzertexamen der Klavierklasse von Jack Radunsky kam Levy 1959 zu weiteren Studien und Kursen bei Rosl Schmid und Edwin Fischer nach Europa. Anschließend übernahm er die Leitung des Feuilletons der Zeitung El Imparcial in Guatemala.
Seit 1972 leitete Levy Klavierklassen am Fachbereich Musikerziehung der Johannes Gutenberg-Universität Mainz. Als Orchesterdirigent debütierte er 1976 beim nationalen Symphonieorchester in Guatemala. Weitere Engagements in Lateinamerika schlossen sich an.
1984 gründete Levy das Pro Arte Ensemble Mainz, in dem sich Musiker westdeutscher Symphonieorchester jährlich mehrmals zu Konzerten und Studioproduktionen unter seiner Leitung zusammenfanden.
Ausgehend von den Gedanken der amerikanischen Philosophin Susanne K. Langer (1895–1985) – insbesondere ihrem Buch Philosophy in a new key, das musikalische Kunst als zentrales Element im menschlichen Leben beschreibt – reflektierte Juan Levy jahrzehntelang das Wesen der Musik. Aus der Beschäftigung mit der Frage nach der Bedeutung musikalischer Kommunikation entwickelte Levy sein Konzept der Interpretation musikalischer Werke, das die Grundlage seines besonderen Musikverständnisses sein sollte.
Juan Levy lebte mit seiner Frau, der Musikpädagogin und Querflötistin Alice Levy-Janicaud, in Wiesbaden.
Im Juni 2025 verstarb er wenige Tage nach seinem 93. Geburtstag.

## Diskographie
- Mozart, Sinfonie A-Dur, KV 201 / Barber, Adagio for strings / Britten, Simple Symphonie (camino records, 1993)
- Mozart, Sinfonie C-Dur, KV 338 / Divertimento B-Dur, KV 137 / Elgar, Serenade e-Moll, op. 20 / Grainger, Irish tune / Bridge, Sir Roger de Coverley  (camino records, 1994)
- Mozart, Sinfonie g-Moll, KV 550 / Maurerische Trauermusik c-moll, KV 477 / Tschaikowsky, Serenade G-Dur, op. 48  (camino records, 1995)
- Schubert, Symphonie in h-moll No. 8 (Unvollendete); Konzertmitschnitt (camino records, 1996)
- (2003)  live Konzertmitschnitte des Pro Arte Ensembles Mainz von 1988–1996